# Avió de negocis

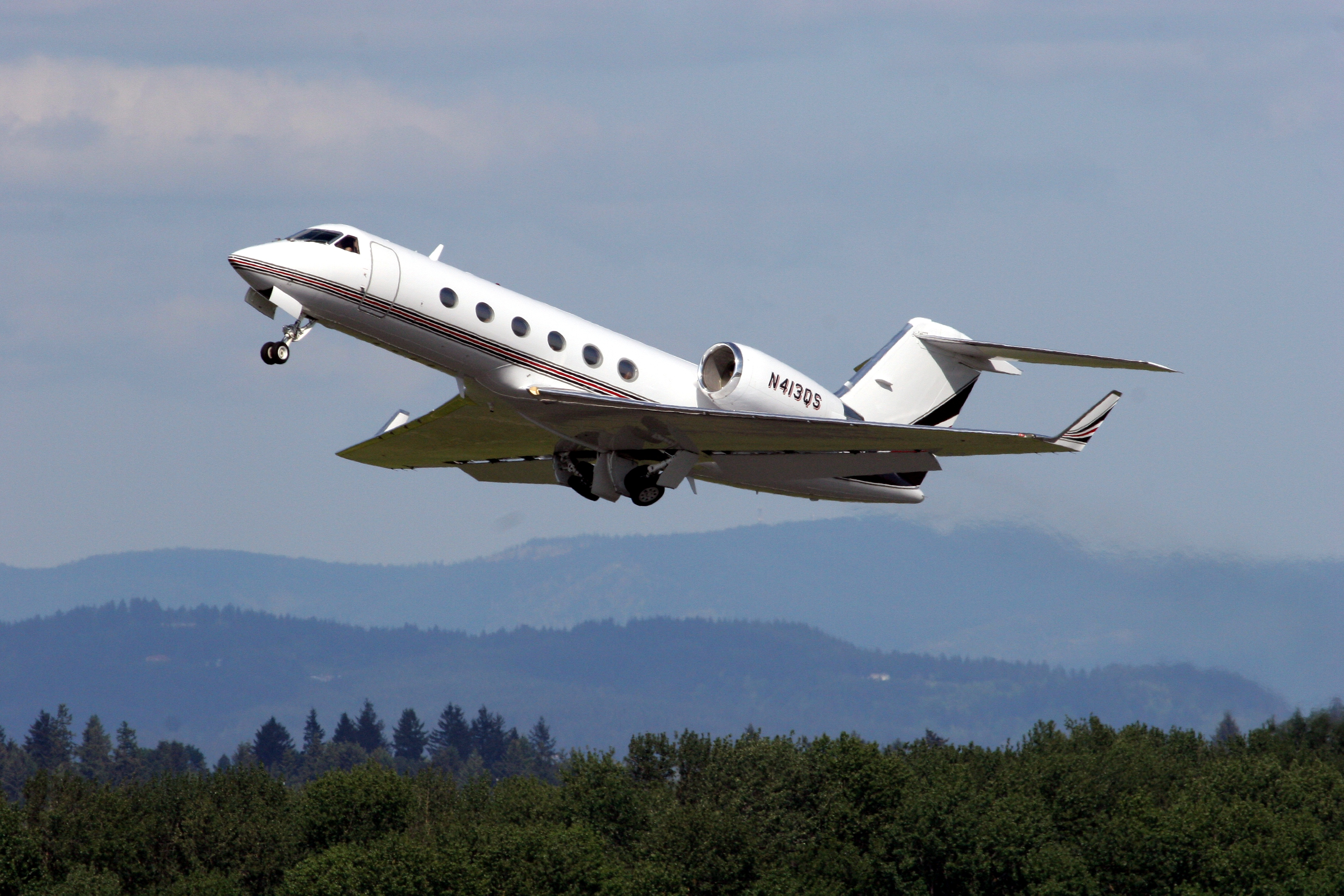
Reactor de negocis Gulfstream IV.

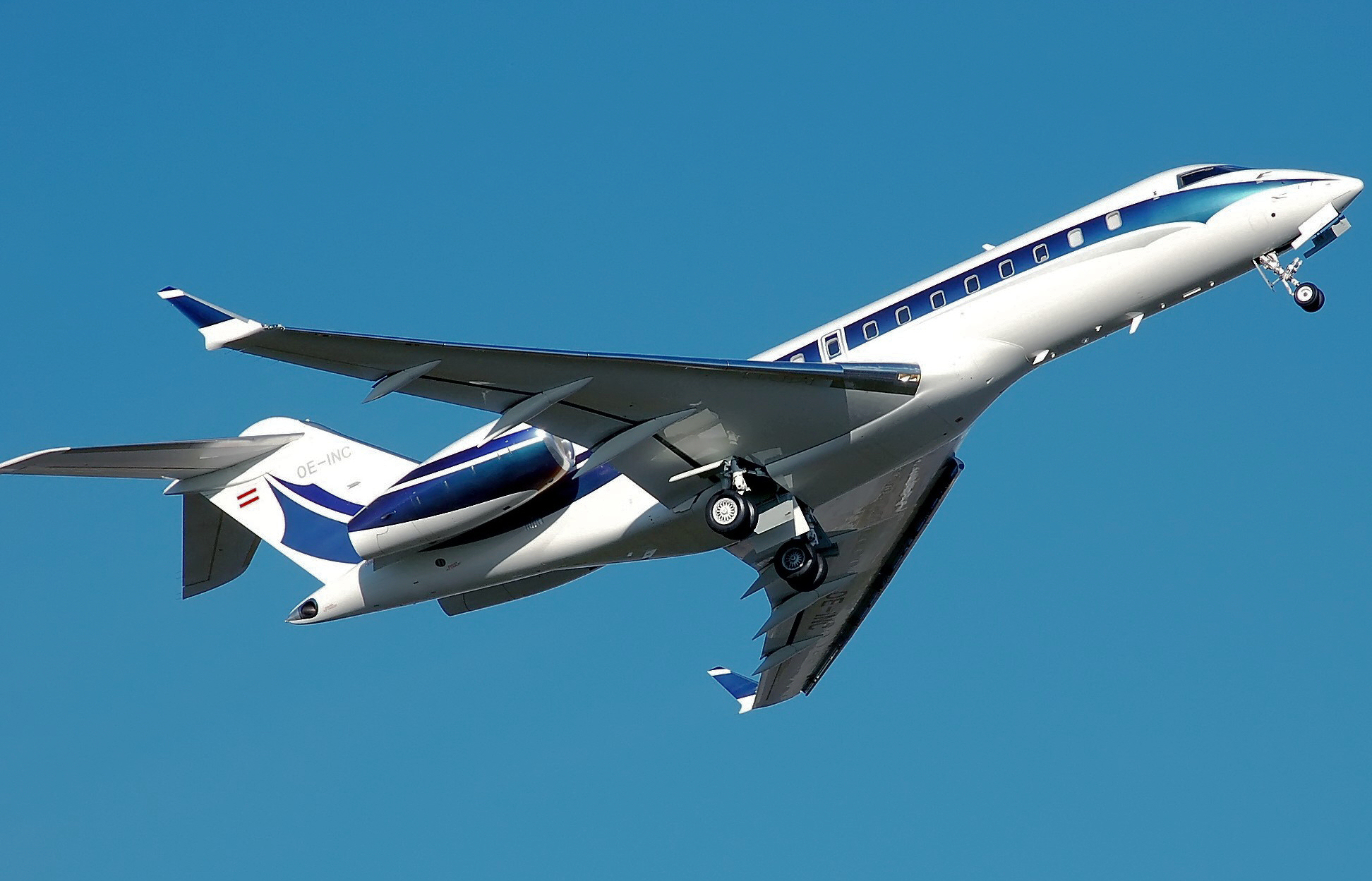
Reactor de negocis Bombardier Global 5000 enlairant-se.

Un avió de negocis, jet privat o avió privat (en anglès: business jet) és un terme que descriu un avió de reacció, generalment de grandària reduïda, dissenyat per al transport de grups d'empresaris o individus rics. Les empreses que construeixen, venen, compren i lloguen aquestes aeronaus tendeixen a utilitzar els termes més formals com ara avió corporatiu, avió executiu o transport VIP.
Els reactors de negocis també poden ser adaptats per a missions especials, com ara trasllats mèdics, tasques de reconeixement, guerra electrònica, patrulla marítima, etc. En aquests casos solen operar contractats per organismes públics, governs o forces armades.

## Classes
La indústria dels avions privats agrupa els reactors en cinc classes segons la seva grandària:

### Reactors molt lleugers
De 4 a 6 passatgers, abast màxim típic d'uns 1.600 km.
- Adam A700

- Cessna Citation Mustang

- Cirrus Vision SF50

- Comp Air Jet

- Diamond D-Jet

- Eclipse Aviation
  - Eclipse 500
  - Eclipse 400

- Embraer Phenom 100

- Epic Aircraft
  - Epic Elite
  - Epic Victory

- Honda HA-420 HondaJet

- Piper PA-47 PiperJet

- Spectrum S-33 Independence

### Reactors lleugers

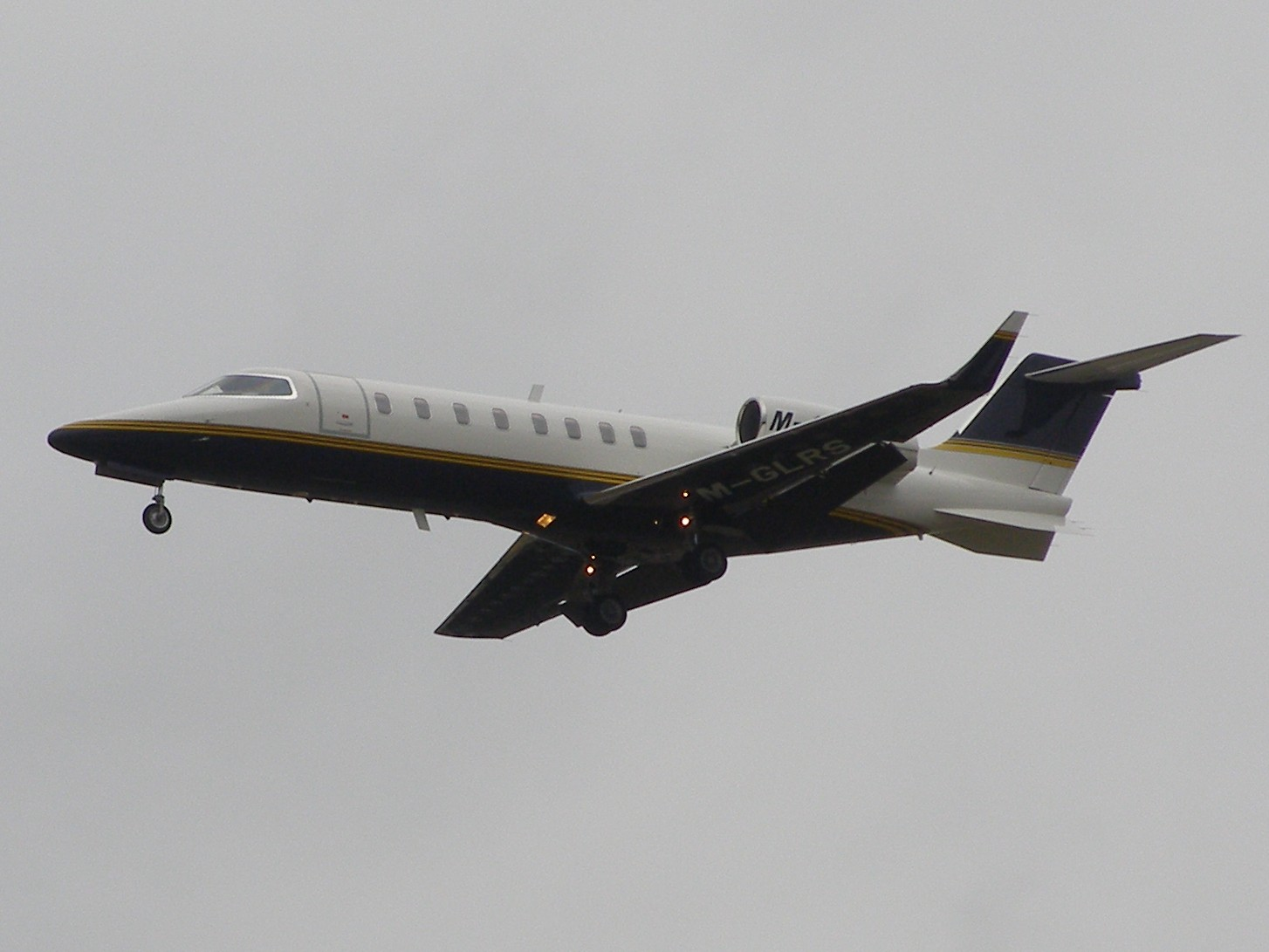
Learjet 45 en el Farnborough Air Show de 2008.

- Beechcraft Premier

- Bombardier Aerospace
  - Learjet 40
  - Learjet 40 XR
  - Learjet 45
  - Learjet 45 XR

- Cessna
  - Citation CJ1
  - Citation CJ2
  - Citation CJ3
  - Citation CJ4
  - Citation Bravo
  - Citation Encore

- Embraer Phenom 300

- Emivest SJ30

- Grob G180 SPn

### Reactors de grandària mitjana
- Bombardier Aerospace
  - Learjet 60 XR
  - Learjet 85

- Cessna
  - Citation Columbus
  - Citation X
  - Citation XLS
  - Citation Sovereign

- Dassault Falcon 50EX

- Embraer
  - Embraer Legacy 450
  - Embraer Legacy 500

- Gulfstream
  - Gulfstream G150
  - Gulfstream G250

- Hawker Beechcraft
  - Hawker 750
  - Hawker 850 XP
  - Hawker 900XP

### Reactors de grandària mitjana-gran
- Bombardier Aerospace
  - Bombardier Challenger 300
  - Challenger 605

- Dassault
  - Dassault Falcon 900DX
  - Dassault Falcon 900EX
  - Dassault Falcon 2000DX
  - Dassault Falcon 2000EX

- Embraer Legacy 600

- Gulfstream
  - Gulfstream G350
  - Gulfstream G450

- Hawker 4000

### Reactors de grandària gran
- Bombardier Aerospace
  - Bombardier Global Express
  - Bombardier Challenger 850

- Dassault Falcon 7X

- Gulfstream Aerospace
  - Gulfstream G500
  - Gulfstream G550
  - Gulfstream G650

### Reactors pesants
Aquest grup ho conformen grans avions de línia modificats per a l'ús privat.
- Airbus Executive and Private Aviation
  - Airbus A318 Elite
  - Airbus A319CJ
  - Airbus A380 Flying Palace

- Boeing Business Jet (737, 747, 777 i 787)

- Embraer Lineage 1000